# ریسک‌تی‌وی
ریسک‌تی‌وی (انگلیسی: RiksTV) شرکت رسانه‌ای نروژی است، که در سال ۲۰۰۵ تأسیس شد.